# Рожер де Флор

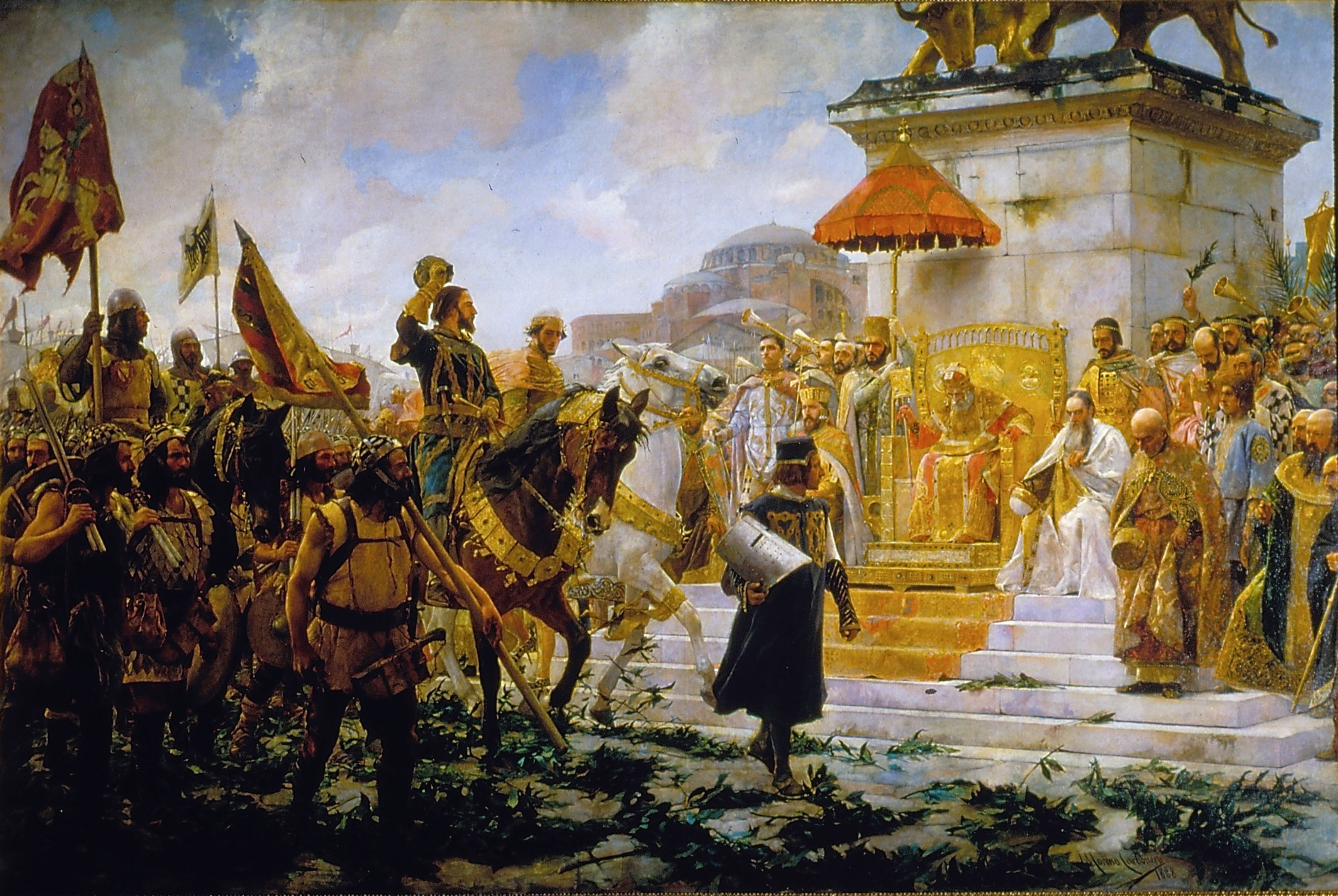
Вступление Рожера де Флора в Константинополь

Рожер де Флор (Roger de Flor) или Рутгер фон Блюм (Rutger von Blum; 1267, Бриндизи — 30 апреля 1305) — средневековый кондотьер, мореход и искатель приключений на сицилийской и византийской службе. Описание его жизни составил служивший под его началом каталонец Рамон Мунтанер; оно легло в основу знаменитого каталанского романа «Тирант Белый».
Рожер родился в Бриндизи в семье немца-сокольничего на службе у сицилийских правителей династии Штауфенов. С 8 лет плавал на галере тамплиеров, со временем вступил в их орден и командовал кораблём. Во время осады Акры мамелюками (1291) был замечен за вымогательством имущества у осаждённых, за что был исключён из ордена и объявлен отступником церкви.
Далее след Рожера обнаруживается в Генуе, где на заёмные деньги он приобрёл собственное судно и принялся зарабатывать на жизнь пиратством. Сицилийский король Федериго II решил воспользоваться военно-морским опытом Рожера и принял его на свою службу в качестве флотоводца. Он принимал активное участие в войнах Фридриха с Неаполем, пока Кальтабелоттский мир (1302) не оставил Рожера и его испанских наёмников (альмогаваров) без дела.
В 1303 году Рожер и его каталанская дружина по приглашению императора Андроника II Палеолога прибыли в Константинополь, чтобы противодействовать продвижению османов на запад. По этому случаю ему была дана в жёны племянница императора Мария Асенина (дочь Ивана Асеня III), а сам он был пожалован титулом великого дуки (а потом и кесаря). В 1304 году каталонцы очень успешно действовали против турок в Малой Азии, отвоевав ряд утраченных Византией городов.
Военные успехи Рожера встревожили его недоброжелателей (в первую очередь, из числа влиятельных при императорском дворе генуэзцев), которые поспешили обвинить его в хищничестве по отношению к мирным жителям и намерении самостоятельно править отвоёванными землями. Император вернул каталонскую дружину в Каллиуполь, но расплатиться с Рожером не захотел или не смог.
Во время пребывания в Галлиполи Рожер усилил своё войско за счёт подкреплений с Балкан, но оказался затянут в водоворот придворных интриг. Молодой Михаил IX Палеолог заманил каталонскую дружину в Адрианополь, где Рожер и его люди были вырезаны наёмниками аланами. В отместку приверженцы Рожера подняли мятеж против императора и заняли не только Фессалию, но и сопредельные области.